# Фельцман Оскар Борисович
Оскар Борисович Фельцман (нар. 18 лютого 1921, Одеса — пом. 3 лютого 2013, Москва) — радянський і російський композитор. Лауреат всесоюзних і міжнародних пісенних фестивалів, учень Миколи Вілінського. Заслужений діяч мистецтв РРФСР (1972). Народний артист Дагестанської АРСР (1975). Народний артист РРФСР (1989). Кавалер ордена Дружби (1996) і орденів «За заслуги перед Вітчізною» IV (2001), III (2006), II (2011) ступеня. Батько російсько-американського піаніста Володимира Фельцмана.

## Родина
Батько — Фельцман Борис Йосипович (1896—1979). Мати — Фельцман Циля Абрамівна. Син — Фельцман Володимир Оскарович (1952) — випускник Московської консерваторії, піаніст.
Батько Оскара Фельцмана був відомим в Одесі хірургом, спеціалістом з кісткового туберкульозу і мав репутацію одного з найкращих ортопедів міста. Він також професійно грав на фортепіано, мав добру музичну освіту.

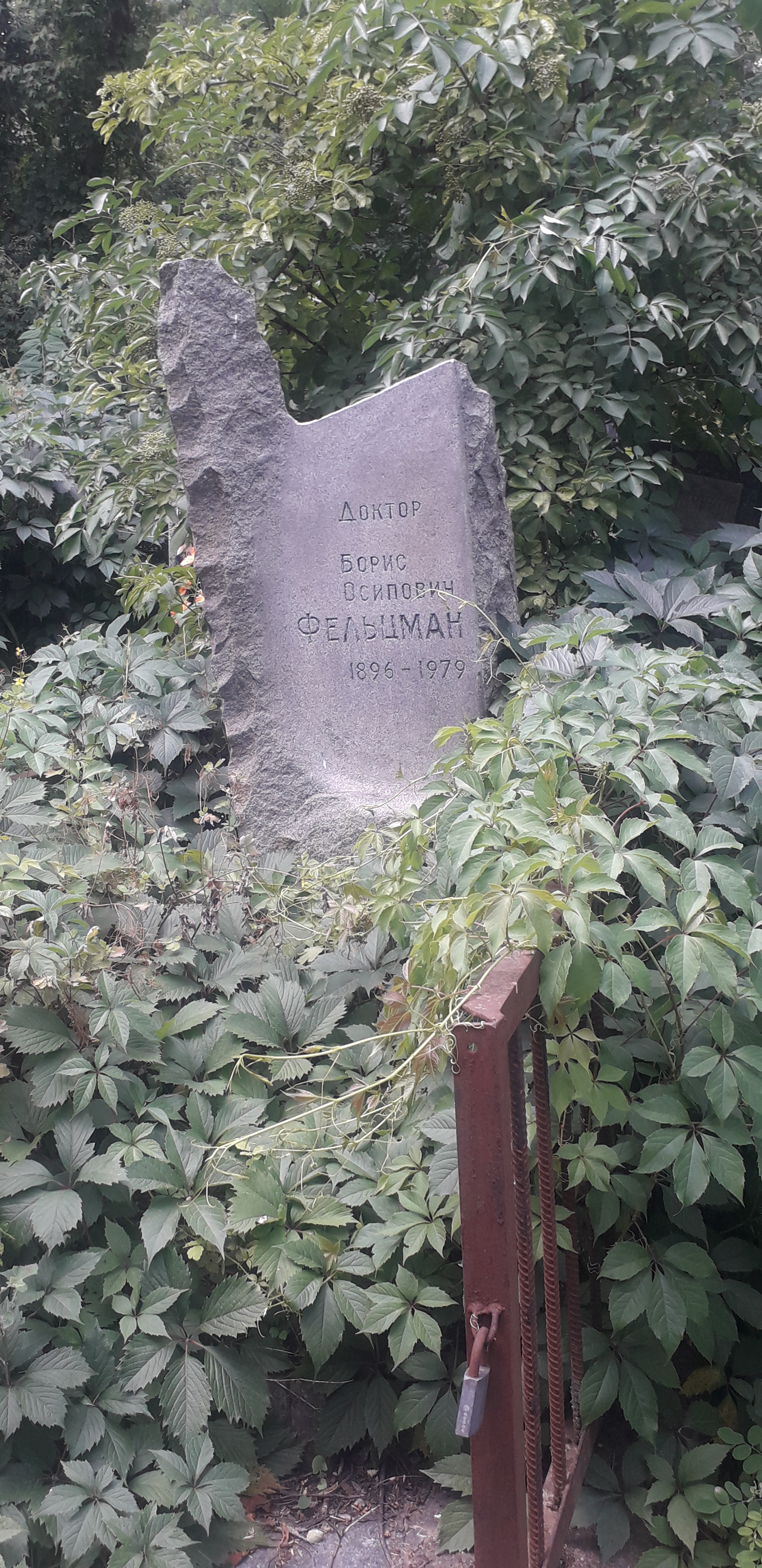
Надгробок на могилі батька О. Фельцмана на Другому християнському кладовищі в Одесі

## Творчість
Широку популярність О. Фельцману принесли такі пісні, як «Конвалії», «Чорне море моє», «Білий світ», «Ніколи», «Вінок Дунаю», «Манжерок», «Нічого не бачу», «Величезне небо», «Острів дитинства», «За півгодини до весни» (рос. «Ландыши», «Чёрное море моё», «Белый свет», «Никогда», «Венок Дуная», «Манжерок», «Ничего не вижу», «Огромное небо», «Остров детства», «За полчаса до весны») та пісенні цикли на вірші Расула Гамзатова: «З любов'ю до жінки», «Це — ми» (рос. «С любовью к женщине», «Это — мы»). Його пісні виконували провідні естрадні співаки СРСР і Росії: Л. Утьосов, М. Бернес, В. Трошин, Едіта П'єха, В. Толкунова, В. Круглова, Й. Кобзон, М. Магомаєв, Е. Хіль, Ю. Гуляєв, Г. Отс, Л. Лещенко, О. Анофрієв, М. Пахоменко, Л. Серебренніков, С. Ротару, Г. Герман, група Стаса Наміна «Цвєти», ВІА «Пісняри» та багато інших.
Крім того, він був автором оперет, серед яких «Нехай гітара грає», «Тітка Чарлея», «Ораторії» (рос. «Пусть гитара играет», «Тетка Чарлея», «Оратории»). Також О. Фельцман — автор музики до ряду кінофільмів («Матрос з „Комети“» (1958), «Я вам пишу…» (1959), «Безсонна ніч» (1960), «Три пори року» (1965), «Зимородок» (1972), «Це сильніше за мене» (1973) тощо) і мультфільмів («Як ослик щастя шукав» (1971), «Новорічна казка» (1972), «Чарівні ліхтарики» (1973) та ін.).

## Смерть
За словами дружини композитора, О. Фельцман в останні кілька днів перебував у реанімаційному відділенні Центральної клінічної лікарні. Він потрапив туди у важкому стані з порушенням кровообігу.
О. Б. Фельцман помер 3 лютого 2013 року у зв'язку з серцевою недостатністю. Похований на Новодівочому цвинтарі.

## Документальний фільм
- 2009: «Оскар. Музыкальная история от Оскара Фельцмана» (рос.) (Росія, режисер — Сергій Сидоренко)